# De tolv små profeter
De tolv små profeter (tolvprofetbogen) er betegnelse for de sidste tolv bøger i Det Gamle Testamente. 
Grunden til at bøgerne kaldes små, er at deres skrifter er mindre og som sådan mindre betydningsfulde end de 3-4 store profeters bøger: Esajas' Bog, Jeremias' Bog, Ezekiels Bog og til tider regnes også Daniels Bog med.
De tolv små profeter er:
- Hoseas
- Joel
- Amos
- Obadias
- Jonas
- Mika
- Nahum
- Habakkuk
- Sefanias
- Haggaj
- Zakarias
- Malakias

| Religion | Spire Denne religionsartikel er en spire som bør udbygges. Du er velkommen til at hjælpe Wikipedia ved at udvide den. |